# Giovanni Battista Galestruzzi
Giovanni Battista Galestruzzi (* 1615 oder 1618 in Florenz; † nach 1669) war ein italienischer Maler und Radierer.

## Leben und Wirken
Über Galestruzzis Leben ist nur wenig bekannt. Er war ein Schüler von Francesco Furini und 1652 Mitglied der Accademia di San Luca, die ein Gemälde von ihm besitzt (Hl. Madonna). Zwei weitere Bilder von ihm sollen sich im Palazzo Salviati in Rom befinden.
Als Radierer orientierte er sich an Stefano della Bella (1610–1664), mit dem er persönlich in Beziehung stand. Seine Technik wird auch mit der von Giovanni Andrea Podestà (1608–1673) verglichen. Zu seinem Hauptwerk zählen die Radierungen nach Polidoro da Caravaggios Friesgemälden am Palazzo Milesi in Rom, die 1658 unter dem Titel „Opere di Polidore da Caravaggio“ erschienen. Galestruzzis umfangreichste und interessanteste Arbeit sind die Gemmennachbildungen zu Leonardo Agostinis Werk „Le gemme antiche figurate“. Weiterhin hat er die Theaterdekorationen von Giovanni Francesco Grimaldi zur Oper „Il Trionfo della Pietà“ und die von Abt Elpidio Benedetti entworfenen Dekorationen für die Leichenfeier von Kardinal Mazarin radiert.